# Encyclopaedia Judaica
La Encyclopaedia Judaica es una enciclopedia en lengua inglesa que comprende 26 volúmenes y que se dedica al pueblo judío y su fe, el judaísmo. Cubre diversas áreas de la cultura y civilización judaica, incluyendo historia y cultura del pueblo de Israel, en sus diversas eras, las tradiciones, las celebraciones, lenguas, escrituras y enseñanzas religiosas, así como diversas materias vinculadas a los judíos y al judaísmo. La edición de 1972 ha generado comentarios tanto positivos como negativos.

## Historia
Fue publicada por primera vez en 1971-72 en 16 volúmenes. Siendo publicada en dos lugares: en Jerusalén por la  Keter Publishing House  y en Nueva York por la Macmillan Company.
La Judaica en inglés también se publicó en CD-ROM. La versión del CD-ROM ha sido mejorada con al menos 100.000 hipervínculos y varias otras funciones, incluyendo vídeos, presentaciones de diapositivas, mapas, música y las pronunciaciones hebreas. Se dejó de publicar, aunque la versión del CD-ROM todavía está disponible..
La enciclopedia fue escrita por especialistas en temas profesionales israelíes, americanos y europeos.

### Segunda edición
En julio de 2003, Thomson Gale anunció que había adquirido los derechos de publicar una segunda edición de la Enciclopedia Judaica, que se espera publicar en diciembre de 2006 bajo una de sus huellas, Macmillan Reference USA. El trabajo de 22 volúmenes se publicó el 30 de diciembre de 2006 y se publicó en enero de 2007.